# Ewa Kasprzyk (friidrottare)
Ewa Kasprzyk, född 7 september 1957, är en polsk friidrottare som specialiserade sig på kortdistanslöpning. Kasprzyk nådde sin resultatmässiga topp som friidrottare 1986 då hon var statistiktrea i Europa på både 100 meter och 200 meter med resultat som ännu 2010 står sig som polska rekord. Vid EM i Stuttgart samma år tog hon sin enda internationella mästerskapsmedalj utomhus då hon tillsammans med Marzena Wojdecka, Elzbieta Kapusta och Genowefa Blaszak bärgade bronsmedaljen på långa stafetten. Hon sprang även i det polska lag som tog en sjätteplats på korta stafetten och tog sig individuellt till final på 200 meter, där hon slutade femma. Vid VM i Rom året därpå kom hon på sjunde plats på 200 meter.
Kasprzyk representerade Polen flera år i högsta divisionen av Europacupen i friidrott och tog tredjeplatsen på 200 meter 1985, 1987 och 1989.

## Personliga rekord
| Gren      | Resultat | Datum        | Plats     | Kommentar                                   |
| --------- | -------- | ------------ | --------- | ------------------------------------------- |
| 100 meter | 10,93    | 27 juni 1986 | Grudziądz | Ännu gällande polskt rekord (februari 2010) |
| 200 meter | 22,13    | 8 juli 1986  | Moskva    | Ännu gällande polskt rekord (februari 2010) |

### Fotnoter
1. ↑  European Top Performers 1980-2005: Women (outdoor)
2. ↑  European Cup A Final and Super League (Women)